# Pedro Fernández Manrique
Pedro Fernández Manrique (Valencia, 1500 circa – Roma, 7 ottobre 1540) è stato un cardinale e vescovo cattolico spagnolo.

## Biografia
Dopo essere stato vescovo delle Isole Canarie, di Ciudad Rodrigo e di Cordova, papa Paolo III lo elevò al rango di cardinale nel concistoro del 20 dicembre 1538.